# 巴泰勒米·卡特林·儒贝尔

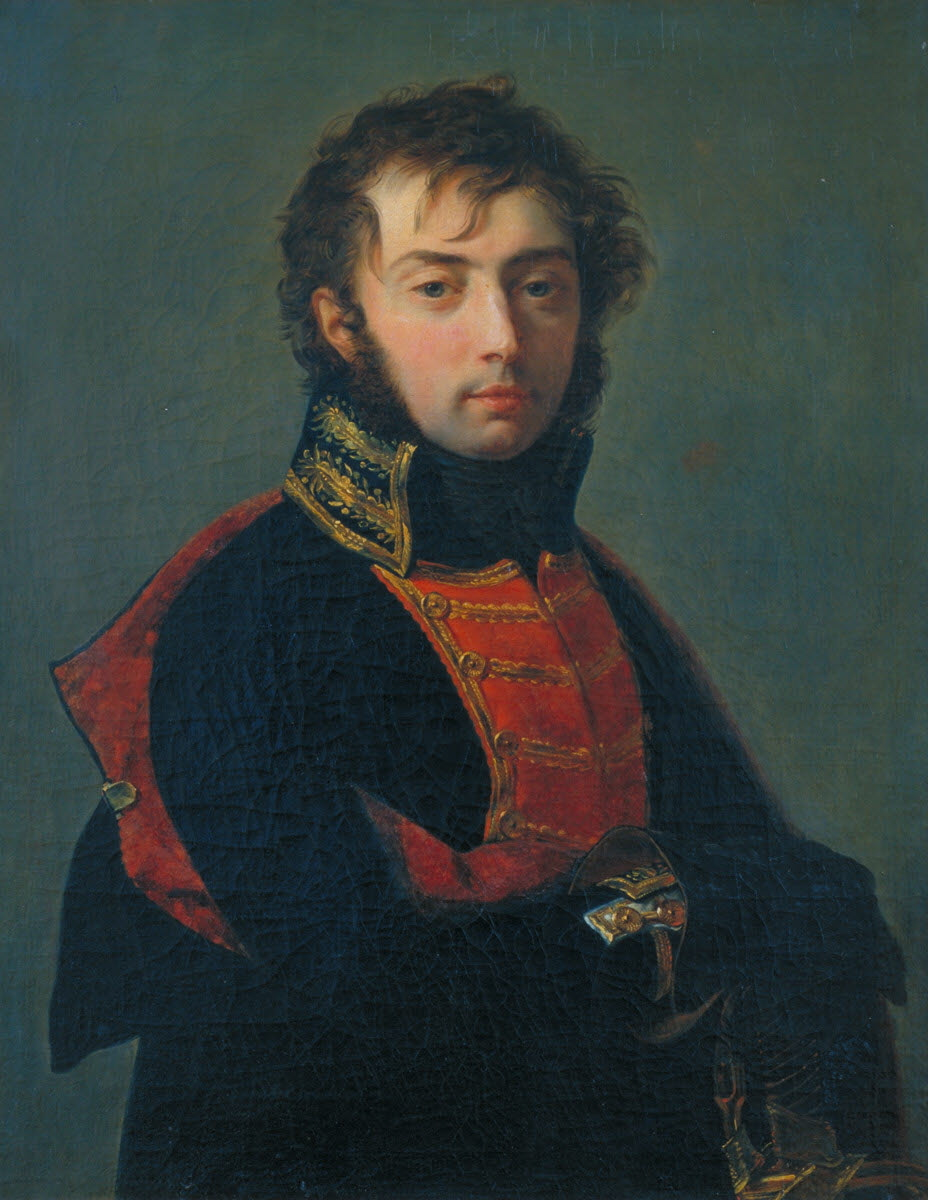
巴泰勒米·卡特林·儒贝尔

巴泰勒米·卡特林·儒贝尔（法語：Barthélemy Catherine Joubert，法語發音：[baʁtelemi katʁin ʒubɛʁ]，1769年4月14日- 1799年8月15日），法國軍事將領。
1784年他加入了法国皇家军队，法国革命战争功勋卓著，拿破仑·波拿巴认可他的才能，对他增加信任。1799年在诺维战役中阵亡。

## 生平
儒贝尔的军事生涯开始于1784年，15岁的儒贝尔逃学加入了一个炮兵团，6个月后迫于父亲的压力他不得不离开军队并回到学校继续学业。1789年，儒贝尔以加入国民自卫队的方式重返军队，并获得了中士军衔。
伴随着大革命如火如荼的展开，1791年9月儒贝尔被编入了安省的第三志愿者营。1792年初，他被晋升为上尉并开始在第五十一步兵团服役。之后他跟随部队开拔到了意大利前线，在那里他将度过自己的大部分军事生涯。这年11月儒贝尔被晋升为中尉，下年春季他开始在一个掷弹兵连服役，并参加了在伊索拉的军事行动。9月份，他受命戍守一个堡垒，在那里他英勇的战斗到最后一刻，直到知道弹尽粮绝、受伤被俘。之后他以俘虏身份被押送到了都灵，到了年底才被释放。
1794年4月，儒贝尔被晋升为少校。下一年他开始在塞律里埃的师服役，并被擢升为上校。结束了9月份的小直布罗陀堡防卫战后，11月份儒贝尔在洛阿诺的梅尼耶师指挥第二旅。作为他能力的认可，下个月儒贝尔晋升为准将。
1796年，波拿巴将军接受了意大利军团的指挥权，在他的指挥下儒贝尔也迎来了自己军事生涯的黄金时期。参加了4月份的蒙特诺特和米里西摩战役后，儒贝尔在进攻科萨里亚城堡时被石块击伤，不过他并没有休息多久就又返回了战场。在参加了蒙多维战役后他在马塞纳师指挥第一旅，并参加了洛迪战役，进军维罗纳途中他的旅负责担任马塞纳师的前卫。这年7月份儒贝尔在坎皮恩山口（Bocchetta di Campion）取得了胜利，不过维尔姆泽在科朗纳的袭击使他不得不撤退。8月份初，儒贝尔转调到了奥热罗师，并经历了在卡斯奇里恩的辉煌战果。
两个月后，儒贝尔在莱尼亚戈港（Porto Legnago）之战获胜，下个月他又在坎帕拉击溃了奥军。在指挥了沃布斯师一段时间后，儒贝尔被晋升为少将。1797年1月12日，儒贝尔在科朗纳遏制了阿尔文齐的进攻，不过由于敌军的不断开进，第二天他不得不放弃阵地并撤往里沃利，进而拉开了里沃利會戰的序幕。战役初仅有10000人的儒贝尔师面临着来自不同方向的奥军的进攻，尽管实力悬殊儒贝尔依然沉着应战，抵御着如潮水般不断涌来的敌人。等到波拿巴将军以及援军不断开来后，他又果断地投入反击，并在15日最终摧垮了阿尔文齐的纵队，进而为法军赢得了最终的胜利。
接下来的几个月中，儒贝尔率领意大利军团左翼深入蒂罗尔(Tirol)，他一路攻城掠地取得了辉煌的战果。4月份他同拿破仑会和，并参加了在累欧本的的和平谈判。这年6月他负责指挥意大利军团的第5师，12月份波拿巴将军将他派往巴黎向督政府呈交俘获的军旗。
不过督政府并没有给儒贝尔太多休息时间，同月他就被任命为巴达维亚军团司令。1798年1月儒贝尔走马上任，6个月后又成为了美因茨军团的指挥官。10月份他被任命为意大利军团司令，但是11月份他便辞去了职务。之后督政府再次任命他为意大利军团指挥官，但是到1799年1月儒贝尔再次辞职。
到1799年6月为止，儒贝尔一直担任巴黎第17军区司令，这期间他迎娶了塞蒙维尔小姐（Mademoiselle de Sémonville）。由于他在他在人民以及军中都享有极高的声望，5名督政官之一的西哀士把他作为了推翻现行政权的最合适人选。不过因为前线战局的不断恶化，下个月儒贝尔再次被任命为意大利军团司令。由于之前第一次意大利战役取得的战果已经被俄奥联军逐步蚕食，这次儒贝尔没有拒绝任免。8月5日儒贝尔抵达了前线，13日便在阿奎攻击了贝勒加德伯爵上将所率奥军。同苏沃洛夫的诺维战役在两天后爆发，然而在战役刚开始，正当儒贝尔鼓励士兵“向敌人进攻”时，一颗子弹击中了他的心脏，当即结束了他年轻的生命 。
儒贝尔牺牲后，急于寻找新合作者的西哀士看中了刚从埃及返回的波拿巴将军。他的老上司通过十八日雾月政变登上了权力最高端并于之后开创了属于自己的时代。儒贝尔的遗孀后来嫁给了他的好友麦克唐纳元帅。